# L'Atlantide svelata
L'Atlantide svelata è un romanzo di fantascienza avventurosa del 1954 dello scrittore italiano Emilio Walesko. Fu il primo romanzo di un autore italiano a essere pubblicato nella storica collana I romanzi di Urania.

## Storia editoriale
Il romanzo fu pubblicato il 10 gennaio 1954 come numero 31 della collana I romanzi di Urania di Mondadori, diretta da Giorgio Monicelli, con copertina illustrata da Curt Caesar.

## Trama
Due esploratori di una spedizione negli abissi marini col loro batiscafo scoprono una civiltà atlantidea avanzata che, da millenni, conosce e utilizza l'energia nucleare, custodendo gelosamente il segreto della propria esistenza sotto il mare. Questa società rappresenta un modello di progresso tecnologico e scientifico che l'umanità potrebbe raggiungere in un lontano futuro.
La narrazione si concentra sulla scoperta di questa civiltà sommersa e sulle implicazioni che tale rivelazione comporta per il mondo moderno.

## Accoglienza e critica
Il romanzo è stato analizzato come esempio di fantascienza italiana del dopoguerra e citato tra le opere che hanno contribuito a costruire un immaginario collettivo in Italia legato all'energia nucleare, evidenziando l'entusiasmo iniziale verso questa tecnologia come simbolo di modernizzazione.

## Edizioni
- Emilio Walesko, L'Atlantide svelata, collana I Romanzi di Urania, n. 31, Milano, Mondadori, 1954.